# Tommy Ingebrigtsen
Tommy Wiggen Ingebrigtsen (Trondheim, 8 de agosto de 1977) es un deportista noruego que compitió en salto en esquí. 
Participó en dos Juegos Olímpicos de Invierno, en los años 2002 y 2006, obteniendo una medalla de bronce en Turín 2006, en la prueba de trampolín grande por equipos (junto con Lars Bystøl, Bjørn Einar Romøren y Roar Ljøkelsøy).
Ganó tres medallas en el Campeonato Mundial de Esquí Nórdico, en los años 1995 y 2003.

## Palmarés internacional
| Juegos Olímpicos   | Juegos Olímpicos       | Juegos Olímpicos  | Juegos Olímpicos |
| Año                | Lugar                  | Medalla           | Prueba           |
| ------------------ | ---------------------- | ----------------- | ---------------- |
| 2006               | Turín (Italia)         | Medalla de bronce | TG por equipos   |
| Campeonato Mundial |                        |                   |                  |
| Año                | Lugar                  | Medalla           | Prueba           |
| 1995               | Thunder Bay (Canadá)   | Medalla de oro    | TG individual    |
| 2003               | Val di Fiemme (Italia) | Medalla de plata  | TN individual    |
| 2003               | Val di Fiemme (Italia) | Medalla de bronce | TG por equipos   |